# Spigelia marilandica
Spigelia marilandica är en tvåhjärtbladig växtart som först beskrevs av Carl von Linné, och fick sitt nu gällande namn av Carl von Linné. Spigelia marilandica ingår i släktet Spigelia och familjen Loganiaceae. Utöver nominatformen finns också underarten S. m. eburnea.